# Kutsurrivier
Kutsurrivier (Zweeds – Fins: Kutsurjoki; Samisch: Guvzzarjohka) is een rivier annex beek, die stroomt in de Zweedse  gemeente Kiruna. De rivier ontstaat als een aantal beken op de hellingen van de Gállgielas; een van de beken doet ook het Kutsurmeer aan. Als de beken zijn samengestroomd passeert de rivier ook nog de Kutsurberg (Kutsuroivi). Ze stroomt naar het noorden en bezorgt haar water na zeventien kilometer af in het Kelottimeer; een verbreding in/van de Könkämärivier.
Afwatering: Kutsurrivier → Könkämärivier → Muonio → Torne → Botnische Golf